# Quadrilateral Cowboy
Quadrilateral Cowboy est un jeu vidéo de programmation développé et édité par Blendo Games, sorti en 2016 sur Windows, Mac et Linux.

## Accueil
- Adventure Gamers : 3,5/5[1]
- GameSpot : 9/10[2]